# Здание Окружного суда (Нижний Новгород)
Здание Окружного суда — памятник градостроительства и архитектуры федерального значения в историческом центре Нижнего Новгорода. Построено в 1889—1896 годах. Автор проекта — нижегородский губернский архитектор В. Н. Брюхатов. Является одним из лучших образцов архитектуры эклектики в городе, сохранившее в основном первоначальный вид. Имеет большую историко-архитектурную ценность, являясь частью исторической, сложившейся в конце XVIII — начале XX века, застройки улицы Большой Покровской.
Историческое здание по адресу улица Большая Покровская, 17 сегодня — объект культурного наследия Российской Федерации.

## История
В процессе перепланировки Нижнего Новгорода эпохи русского классицизма в конце XVIII века на месте будущего Окружного суда был выстроен двухэтажный каменный дом вице-губернатора, обращённый фасадом в семь окон на улицу Большую Покровскую. С правой стороны от него, был возведён деревянный одноэтажный с мезонином флигель. В начале XIX века по проекту архитектора И. И. Межецкого главный дом был расширен в сторону бывшей Дворянской улицы. За строениями располагался большой хозяйственный двор, а за ним сад. В 30-х годах XIX века в доме жил военный губернатор до переезда в новое здание, построенное в Нижегородском кремле. В 1833 году в здании произошла историческая встреча А. С. Пушкина с губернатором М. П. Бутурлиным. К началу 1890-х годов старые казённые здания обветшали и их разобрали с целью возведения Окружного суда.
Здание суда было построено в 1896 году по проекту нижегородского губернского архитектора В. Н. Брюхатова. Проект был разработан в 1889 году. 14 июня 1894 года состоялась закладка фундаментов. В связи проведением в Нижнем Новгороде Всероссийской промышленно-художественной выставки 1896 года, здание было приспособлено под гостиницу для почётных гостей. В 1895 году строительство в целом было окончено, но размещение в здании гостиницы сказалось на планировке. К переделке дома автор не имел отношения, так как скончался в августе 1894 года. В 1894—1895 годах стройкой управлял нижегородский архитектор Н. П. Иванов. По путеводителю 1896 года в гостинице «Центральной» располагалось 50 номеров, обширный зал ресторана с отдельными кабинетами и зал собраний.
После выставки, в 1897 году в здание въехал Окружной суд. В 1902 году здесь проходил знаменитый процесс по делу сормовского рабочего Петра Заломова, ставшего после прототипом Павла Власова из романа Максима Горького «Мать».
В советский период функция здания не изменилась. С 1925 года в здании располагался губернский (сегодня областной) суд. До начала XXI века в здании не проводилось крупных ремонтных работ, и оно дошло до наших дней в первоначальном состоянии. Только в 1938 году были устроены бетонные полы в вестибюле и холлах. В 2006 году в здании произошёл пожар, нанёсший ущерб деревянным конструкциям крыши, перекрытиям и лепной декоративной штукатурке помещений во втором этаже. После пожара были проведены реставрационные работы, главному фасаду и отдельным историческим интерьерам возвращён первоначальный вид.

## Архитектура
Главный фасад суда выполнен в стиле эклектики и органично включён в окружающую застройку, что особенно появилось по отношению к зданию Дворянского собрания, так как архитектор активно использовал приёмы построения эпохи русского классицизма. Декор остальных фасадов являлся чисто утилитарным. Историк нижегородской архитектуры Ю. Н. Бубнов отмечал, что «фасады здания окружного суда представляют собой редкий для этого времени пример стилизации под русский классицизм». Особую живописность зданию придавали ограда с коваными решётками, калиткой и воротами, отделявшая дворик с садом от улицы.
Стилистическая направленность архитектуры Окружного суда — академическая эклектика. Парадный фасад имеет строго симметричное построение, отмеченное двумя ризалитами с крайними арочными проездами и пилястровым портиком с треугольным фронтоном по центру, а также оградой с центральным входом-калиткой и двумя боковыми воротами-проездами. Главные акценты — центральный четырёхпилястровый портик и два таких же портика на плоскостях ризалита. Пилястры центрального портика завершены пластичными, искусно прорисованными капителями сложного ордера. Антамблемент, классический по пропорциям, имел упрощённый по профилю карниз.